# Lachi jezik
Lachi jezik (ISO 639-3: lbt; isto i Cù Te, Cu-Tê, I To, Ku Te, La Chi, Lachí, Laji, Lati, Lipulio, Mia, Tai Lati, Y, Y Mia, Y Pí, Y Póng, Y Poong, Y To), jedan od pet jezika kadajske podskupine ge-chi, kojim govori oko 7 860 ljudi u Vijetnamu (1990 popis) provincija Hà Giang kod kineske granice, kao i nešto u Kini.
Etnički se u Vijetnamu dijele na Liputiõ ili Crne (Black Lachi) i Lipupi ili Dugokose Lachije (Long-Haired Lachi), a svaka skupina govori svojim posebnim dijalektom, lipupi [bt-lii] i liputiõ (lbt-lio) u Vijetnamu. U Kini se također razlikuje nekoliko Lachi skupina s posebnim dijalektima, to su Lipute (Bag Lachi), Liputcio (Han Lachi), Lipuke (Crveni Lachi), Lipuliongtco (Cvjetni Lachi), Liputiõ (Crni Lachi) i Lipupi (Dugokosi Lachi). 
Oznake u imenima, kao 'cvjetni', 'crni' ili 'crveni' odnose se na boju odjeće ili neke druge značajke koje karakteriziraju pojedine lachi skupine.

## Vanjske poveznice
- Ethnologue (14th)
- Ethnologue (15th)
- The Lachi Language